# Holzen
Holzen es un municipio situado en el distrito de Holzminden, en el estado federado de Baja Sajonia (Alemania). Tiene una población estimada, a fines de marzo de 2024, de 509 habitantes.
Está ubicado a poca distancia al oeste de la ciudad de Hannover.